# 麦迪逊堡
麦迪逊堡（Fort Madison）是美国艾奥瓦州李县的一个城市和县城，另一个是基奥卡克。 爱荷华州的99个县中，李县是唯一一个拥有两个县城的县。 2010年人口普查时，人口为11051人。 麦迪逊堡位于该州东南角的密西西比河沿岸，沿河最宽处的小断崖之间。